# 鶴田諒
鶴田 諒（つるだ りょう、1988年12月8日 - ）は、元ラグビーユニオン選手。

## 略歴
中学3年生からラグビーを始めた。
2007年、日川高校卒業後、東海大学に入る。なお日川高校時代、第30回高校東西対抗試合に東軍として出場した。
2011年、東海大学卒業後、NTTコミュニケーションズシャイニングアークス(現・浦安D-Rocks)に加入 なお東海大学時代の同級生には木津武士、リーチマイケル、三上正貴らがいる。また同年10月29日に行われたジャパンラグビートップリーグ第1節のヤマハ発動機ジュビロ戦に先発出場で公式戦初出場を果たす。
2012年、7人制日本代表に選ばれた。
2022年、NTTドコモレッドハリケーンズ大阪に加入。
2025年5月、レッドハリケーンズ大阪を退団し、現役引退した。